# Edward J. Hahn
Pour les articles homonymes, voir Hahn.
Edward J. Hahn, né en 1913 à New York et mort le 13 décembre 2001 à Wayne, est un joueur de squash représentant les États-Unis. Il est champion des États-Unis en 1950 et 1951.

## Biographie
Après avoir servi dans l'infanterie militaire pendant la Seconde Guerre mondiale, il est directeur des ventes pour le concessionnaire Cadillac.
A l'âge de 37 ans, il remporte les championnats des États-Unis en 1950 (le plus vieux vainqueur pour la première fois de l'histoire des Nationals) en jouant continuellement contre des outsiders qui s'étaient épuisés à gagner contre des têtes de série et qui n'avaient donc plus rien à faire face à Hahn. Cette dernière circonstance, ainsi que les racines de Hahn dans le Midwest et son domicile à Detroit, ont poussé l'establishment provincial de l'Est à considérer son titre de 1950 comme un coup de chance, ce qu'Ed a catégoriquement réfuté un an plus tard lorsqu'il a défendu son titre avec succès en battant Henri Salaun de Boston 15-14 au cinquième jeu de la finale.
Il fait également équipe avec son frère Joe, plus âgé et plus extraverti, pour remporter le National Doubles en 1956, alors que les deux hommes ont largement dépassé la quarantaine, ce qui fait d'eux, dans une reprise de l'exploit d'Ed en simple, l'équipe la plus âgée à avoir remporté l'épreuve. Il a également remporté le titre de l'État du Michigan quinze fois de suite entre 1948 et 1962, puis à nouveau en 1964, et a été champion de squash de l'Ouest en simple 11 fois au cours de cette même longue période.

## Palmarès

### Titres
- Championnats des États-Unis : 2 titres (1950, 1951)